# 绿喉太阳鸟
绿喉太阳鸟（学名：Aethopyga nipalensis）为太阳鸟科太阳鸟属的鸟类。分布于尼泊尔、不丹、锡金、东抵中南半岛以及中国大陆的西藏、四川、云南等地，一般栖息於海拔1500-2600米间的阔叶林、混交林、沟谷阔叶林以至山间竹林或耕地附近的树丛间。该物种的模式产地在尼泊尔。

## 亚种
- 绿喉太阳鸟西南亚种（学名：Aethopyga nipalensis koelzi）。分布于自不丹至印度、缅甸、越南以及中国大陆的西藏、四川、云南等地。该物种的模式产地在西藏山南地区米许密山。[3]